# Wahlbezirk Österreich unter der Enns 52
Der Wahlbezirk Österreich unter der Enns 52 war ein Wahlkreis für die Wahlen zum Abgeordnetenhaus im österreichischen Kronland Österreich unter der Enns. Der Wahlbezirk wurde 1907 mit der Einführung der Reichsratswahlordnung geschaffen und bestand bis zum Zusammenbruch der Habsburgermonarchie.

## Geschichte
Nachdem der Reichsrat im Herbst 1906 das allgemeine, gleiche, geheime und direkte Männerwahlrecht beschlossen hatte, wurde mit 26. Jänner 1907 die große Wahlrechtsreform durch Sanktionierung von Kaiser Franz Joseph I. gültig. Mit der neuen Reichsratswahlordnung schuf man insgesamt 516 Wahlbezirke, wobei mit Ausnahme Galiziens in jedem Wahlbezirk ein Abgeordneter im Zuge der Reichsratswahl gewählt wurde. Der Abgeordnete musst sich dabei im ersten Wahlgang oder in einer Stichwahl mit absoluter Mehrheit durchsetzen. Der Wahlkreis Österreich unter der Enns 52 umfasste die Gerichtsbezirke Schwechat, Bruck an der Leitha, Hainburg und Marchegg, wobei folgende Gemeinden vom Wahlbezirk ausgenommen waren:
- die zum Wahlbezirk 35 gehörenden Gemeinden Mannersdorf (Gerichtsbezirk Bruck an der Leitha) sowie Ebergassing, Fischamend-Markt, Hennersdorf, Altkettenhof, Neukettenhof, Kleinneusiedl und Rannersdorf (alle Gerichtsbezirk Schwechat)
- die zum Wahlbezirk 38 gehörenden Gemeinden Bruck an der Leitha und Hainburg an der Donau
- die zum Wahlbezirk 39 gehörende Gemeinde Schwechat

Aus der Reichsratswahl 1907 ging Franz Huber (Christlichsoziale Partei) als Sieger im ersten Wahlgang hervor. Huber verlor sein Mandat bei der Reichsratswahl 1911 in der Stichwahl an den christlichsozialen Gegenkandidaten Franz Parrer.

## Wahlen

### Reichsratswahl 1907
Die Reichsratswahl 1907 wurde am 14. Mai 1907 (erster Wahlgang) durchgeführt. Die Stichwahl entfiel auf Grund der absoluten Mehrheit von Huber im ersten Wahlgang.
| Kandidat                                                                     | Partei                             | Wahlkreis- stimmen | Stimmen- anteil |
| ---------------------------------------------------------------------------- | ---------------------------------- | ------------------ | --------------- |
| Franz Huber                                                                  | Christlichsoziale Partei           | 6769               | 79,5 %          |
| Franz Göpfhart                                                               | Sozialdemokratische Arbeiterpartei | 1609               | 18,9 %          |
| Sonstige                                                                     |                                    | 137                | 1,6 %           |
| Wahlberechtigte: 9214, Ungültige/Leere Stimmen: 227, Wahlbeteiligung: 94,9 % |                                    |                    |                 |

### Reichsratswahl 1911
Die Reichsratswahl 1911 wurde am 13. Juni 1911 (erster Wahlgang) sowie am 20. Juni 1911 (Stichwahl) durchgeführt.

#### Erster Wahlgang
| Kandidat                                                                     | Partei                                    | Wahlkreis- stimmen | Stimmen- anteil |
| ---------------------------------------------------------------------------- | ----------------------------------------- | ------------------ | --------------- |
| Franz Parrer                                                                 | Selbständiger Christlichsozialer Kandidat | 3395               | 39,3 %          |
| Franz Huber                                                                  | Christlichsoziale Partei                  | 3076               | 35,6 %          |
| Karl Gürlich                                                                 | Sozialdemokratische Arbeiterpartei        | 2081               | 24,1 %          |
| Sonstige                                                                     |                                           | 77                 | 0,9 %           |
| Wahlberechtigte: 9439, Ungültige/Leere Stimmen: 306, Wahlbeteiligung: 94,7 % |                                           |                    |                 |

#### Stichwahl
| Kandidat                                                                | Partei                   | Wahlkreis- stimmen | Stimmen- anteil |
| ----------------------------------------------------------------------- | ------------------------ | ------------------ | --------------- |
| Franz Parrer                                                            | Christlichsoziale Partei | 3955               | 50,7 %          |
| Franz Huber                                                             | Christlichsoziale Partei | 3841               | 49,3 %          |
| Wahlberechtigte: 9439, Ungültige Stimmen: 1024, Wahlbeteiligung: 93,4 % |                          |                    |                 |